# Elías Cabrera
Elías Lautaro Cabrera (Buenos Aires, 25 febbraio 2003) è un calciatore argentino, centrocampista del Tigre in prestito dal Vélez Sarsfield.

## Caratteristiche tecniche
Centrocampista polivalente, agisce prevalentemente sulla trequarti.

## Carriera
Cabrera è cresciuto nel settore giovanile del Vélez Sarsfield, con cui ha firmato il primo contratto professionistico il 5 ottobre 2021. Ha esordito in prima squadra il 26 ottobre 2022 nell'incontro di Primera División vinto 3-1 contro il Central Córdoba (SdE).

## Statistiche

### Presenze e reti nei club
Statistiche aggiornate al 20 luglio 2025.
| Stagione               | Squadra                | Campionato             | Campionato | Campionato | Coppe nazionali | Coppe nazionali | Coppe nazionali | Coppe continentali | Coppe continentali | Coppe continentali | Altre coppe | Altre coppe | Altre coppe | Totale | Totale | Totale |
| Stagione               | Squadra                | Comp                   | Pres       | Reti       | Comp            | Pres            | Reti            | Comp               | Pres               | Reti               | Comp        | Pres        | Reti        | Pres   | Reti   |        |
| ---------------------- | ---------------------- | ---------------------- | ---------- | ---------- | --------------- | --------------- | --------------- | ------------------ | ------------------ | ------------------ | ----------- | ----------- | ----------- | ------ | ------ | ------ |
| 2022                   | Vélez Sarsfield        | PD                     | 1          | 0          | CA+CdL          | 0               | 0               | CL                 | -                  | -                  | -           | -           | -           | 1      | 0      |        |
| 2023                   | Vélez Sarsfield        | PD                     | 21         | 1          | CA+CdL          | 2+3             | 1+0             | -                  | -                  | -                  | -           | -           | -           | 26     | 2      |        |
| 2024                   | Vélez Sarsfield        | PD                     | 0          | 0          | CA+CdL          | 0+2             | 0               | -                  | -                  | -                  | -           | -           | -           | 2      | 0      |        |
| Totale Vélez Sarsfield | Totale Vélez Sarsfield | Totale Vélez Sarsfield | 22         | 1          |                 | 7               | 1               |                    | -                  | -                  |             | -           | -           | 29     | 2      |        |
| 2024                   | Central Córdoba (SdE)  | PD                     | 20         | 0          | CA+CdL          | 3+0             | 0               | -                  | -                  | -                  | -           | -           | -           | 23     | 0      |        |
| 2025                   | Tigre                  | PD                     | 17         | 0          | CA              | 2               | 0               | -                  | -                  | -                  | -           | -           | -           | 19     | 0      |        |
| Totale carriera        | Totale carriera        | Totale carriera        | 59         | 1          |                 | 12              | 1               |                    | -                  | -                  |             | -           | -           | 71     | 2      |        |

## Palmarès

### Club

#### Competizioni nazionali
- Copa Argentina: 1

Central Córdoba (SdE): 2024